# Northrop YA-9
Il Northrop YA-9 fu un aereo da attacco al suolo bimotore a getto, monoposto e monoplano ad ala rettilinea sviluppato dall'azienda aeronautica statunitense Northrop Grumman Corporation tra la fine degli anni sessanta e l'inizio degli anni settanta del XX secolo e rimasto allo stadio di prototipo.
Realizzato per rispondere alle specifiche USAF per il programma A-X per la fornitura di un nuovo modello adatto a missioni di supporto aereo ravvicinato, non riuscì tuttavia ad imporsi sull'unico concorrente rimasto, il Fairchild YA-10, nelle prove di volo comparative e il suo sviluppo venne cancellato. Gli unici due esemplari costruiti terminarono il servizio operativo alla NASA, impiegati per breve tempo in attività sperimentali fino al loro disassemblamento.

## Storia del progetto
L'idea di sviluppare un aereo dedicato specificatamente al supporto aereo ravvicinato venne nel 1966 all'allora capo di stato maggiore dell'United States Air Force John P. McConnell, che intendeva riunire le qualità dimostrate nell corso della guerra del Vietnam, a quel tempo ancora in atto, dell'A-1 Skyraider con quelle dell'A-7 Corsair II. Il nuovo modello avrebbe dovuto soddisfare requisiti quali lunga autonomia, maneggevolezza a basse quote, vasta gamma di armamenti e buona velocità, ma con maggiore resistenza ai colpi della contraerea.
Nel 1967 venne dunque varato dall'USAF il programma A-X (Attack Experimental program) al quale risposero ben 21 aziende aeronautiche nazionali, tuttavia, dopo le iniziali selezioni, al 1970 ne rimasero in lizza solo due, la Northrop Grumman Corporation, con il suo progetto YA-9, e la Fairchild Aircraft che propose il suo YA-10. Entrambi prevedevano ali lunghe e dritte e numerosi piloni subalari per l'aggancio delle armi, mentre le due proposte si distinguevano nell'istallazione dei propulsori, per entrambi due turboventole, che nell'YA-9 avevano una configurazione più convenzionale mentre nel modello Fairchild erano inseriti in gondole sopra la fusoliera dietro le ali, oltre che nell'impennaggio, con il primo un più tradizionale configurazione cruciforme e nel secondo caratterizzato da una coppia di timoni verticali posti alle estremità dell'elemento orizzontale.

### Confronto con YA-10

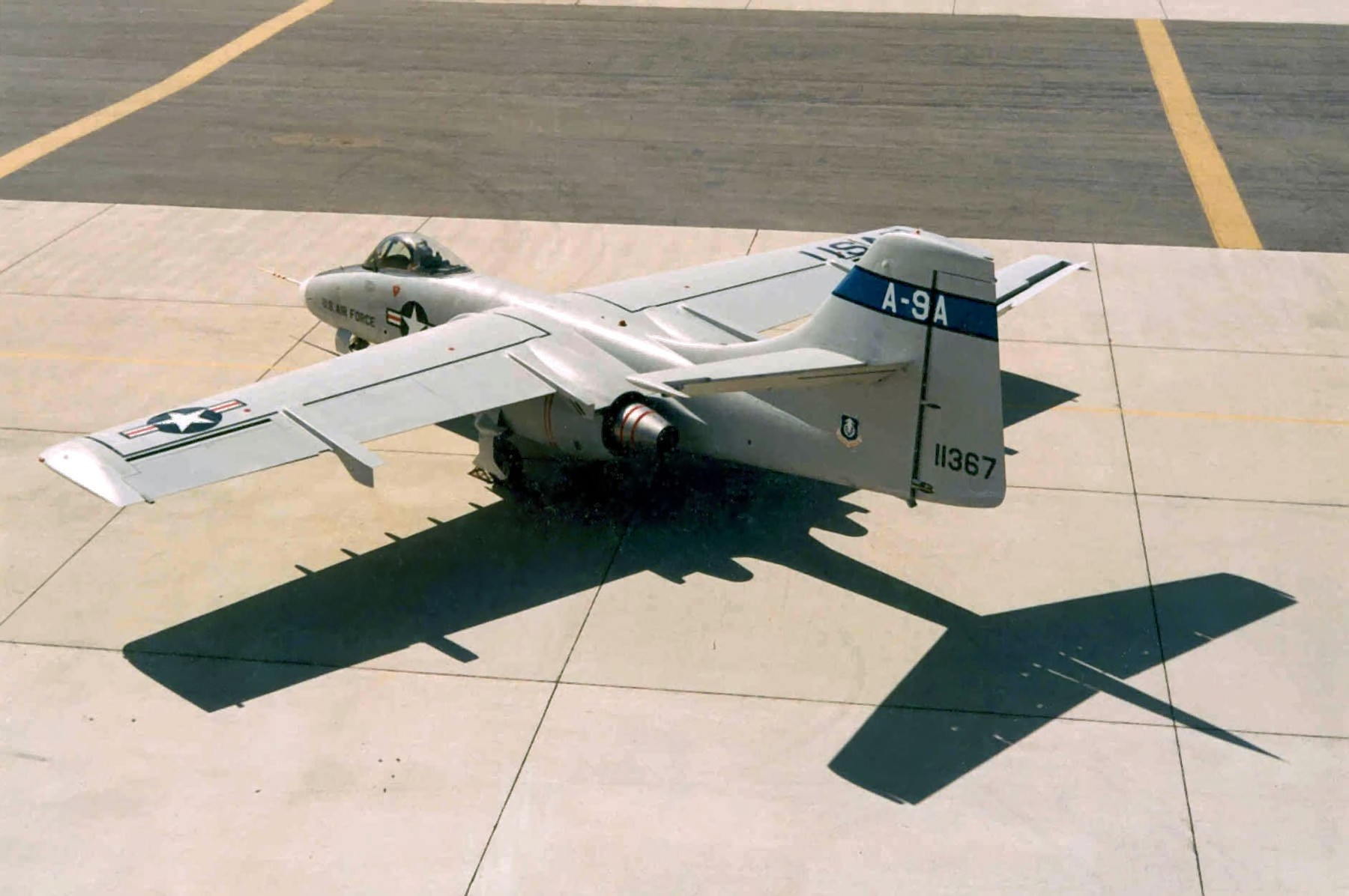
Vista posteriore

Nel confronto tra i due, l'YA-10 che aveva i motori installati in coda, sebbene presentasse una soluzione meno convenzionale, si dimostrò in grado di garantire una maggiore probabilità di sopravvivenza dopo aver ricevuto un colpo nella zona motore. La doppia coda della YA-10, inoltre, si dimostrò più in grado di nascondere la firma ad infrarossi dei motori, e quindi più sicura contro la minaccia dei missili a guida termica. Infine, la struttura con due impennaggi era più sicura, in quanto in grado di consentire il proseguimento del volo, anche in caso di perdita di una delle superfici.
Le prove comparative tra i due prototipi vennero svolte tra il 10 ottobre e il 9 dicembre 1972 e l'YA-10, venne dichiarato vincitore del bando di gara il 18 gennaio 1973.
I due prototipi YA-9 costruiti vennero ceduti alla NASA per ulteriori attività sperimentali, ma vennero rapidamente ritirati dall'attività di volo. I motori progettati specificamente per gli YA-9 furono rimossi e montati in seguito su di una cellula di un C-8 Buffalo, come parte della NASA-Boeing joint QSRA, uno studio congiunto per la progettazione di aerei commerciali a corto raggio e a bassa generazione di rumore.

## Velivoli comparabili
- Sukhoi Su-25

### Riviste
- (EN) Doug Richardson, Quiet and vertical at NASA Ames, in Flight International, Volume 114, No. 3515, 1º luglio 1978,  pp. 29-32.
- (EN) The Fairchild A-10A: More Thunder for the USAF, in Air Enthusiast International, Vol. 6, No 5, May 1974.
- (EN) Airdata File, in Air Enthusiast, vol. 3, n. 3, September 1972,  pp. 156-160, ISBN 0-903234-31-9.